# Флаг Целинского района
Флаг муниципального образования «Цели́нский район» Ростовской области Российской Федерации.
Флаг муниципального образования «Целинский район» Ростовской области (далее — флаг Целинского района) составлен на основании герба Целинского района, по правилам и соответствующим традициям геральдики, и отражает исторические, культурные, социально-экономические, национальные и иные местные традиции.
Флаг Целинского района является официальным символом Целинского района.
Флаг утверждён 22 ноября 2005 года и внесён в Государственный геральдический регистр Российской Федерации с присвоением регистрационного номера 2049.

## Описание флага
Флаг Целинского района представляет собой прямоугольное белое полотнище с отношением ширины к длине 2:3, с зелёной полосой в 1/5 ширины полотнища вдоль нижнего края, несущее изображение фигур герба: по середине — чёрного коня, вверху над конём — жёлтого солнца с красными лучами.

## Обоснование символики
Флаг Целинского района разработан на основе герба, который отражает исторические, культурные и экономические особенности района.
Главная фигура — идущий конь символизирует историю Целинской земли, связанную с разведением племенных лошадей. Первые поселения на территории Целинского района появились в начале XIX века. Уже тогда земли района в основном принадлежали коннозаводчикам, так что при образовании в 1923 году район получил название Западно-Коннозаводческий.
В наши дни гордостью района является Кировский конный завод, чьи лошади считаются одними из самых лучших нашей стране. Сейчас в районе сосредоточено наибольшее в Европе поголовье элитных тракененских лошадей. Неоднократно они занимали призовые места на международных соревнованиях и мировых первенствах. Здесь был выращен легендарный жеребец Пепел, который со своей наездницей Еленой Петушковой многие годы завоёвывал звания чемпиона мира и Олимпийских игр.
Символика солнца на флаге района многозначна:
 — солнце — символ света, тепла, стойкости и славы подчёркивает международные достижения Целинских коневодов;
 — символизирует степные просторы района, его природные богатства. Зелёная полоса сочетается с изображением солнца, дополняя его и показывая сельскохозяйственное производство как основу экономического развития района;
 — диск солнца усеян колосьями, что подчёркивает развитое в районе зерновое растениеводство. Колос в геральдике — символ урожая, плодородия, набравшей силы жизни.
Зелёный цвет символизирует природу, надежду, весну и здоровье.
Белый цвет (серебро) — символ чистоты, благородства, мира, сотрудничества.
Чёрный цвет в геральдике символизирует благоразумие, мудрость, скромность.
Красный цвет символизирует мужество, труд, красоту, праздник.